# На околиці, десь у місті...
«На околиці, десь у місті…» («На окраине, где-то в городе…») — радянський художній фільм 1988 року, знятий режисером Валерієм Пендраковським на Кіностудії ім. М. Горького.

## Сюжет
Про проблеми сучасної школи. Мати, втомлена і отупіла від безпросвітних двійок сина, вітчим, що, які і завжди, страшить професійно-технічною освітою, вчитель, який намагається достукатися до серця кожного учня, хлопці, які не знають, куди подіти свою енергію…

## У ролях
- Олександр Ларіонов — Лобанов Андрій Миколайович, новий учитель математики
- Андрій Мананніков — Коля Бочаров, восьмикласник
- Антон Шереметьєв — Сергій Хомяков, «Хомка», восьмикласник
- Олена Зайцева — Аня Летунова, восьмикласниця
- Федя Конушкін — Діма Гвоздєв, «Цвях», восьмикласник
- Настя Смігельська — Люся Зобачова, восьмикласниця
- Костянтин Бердиков — Жук, співмешканець матері Хомякова
- Людмила Корюшкіна — Віра Петрівна, мати Хомякова, буфетниця
- Паша Личнікофф — Фікса, хуліган, підручний Чижа
- Валерій Кошелєв — Маля, хуліган, підручний Чижа
- Катерина Фатьянова — Ніна Михайлівна, вчителька французької мови
- Олександр Кокшаров — епізод
- В. Межерицький — епізод
- В. Борисов — епізод
- Є. Андріяко — епізод
- В. Євсєєв — епізод
- Ольга Григор'єва — епізод
- О. Махрова — епізод
- М. Волков — епізод

## Знімальна група
- Режисер — Валерій Пендраковський
- Сценарист — Владислав Романов
- Оператор — Гасан Тутунов
- Композитор — Едісон Денисов
- Художник — Борис Комяков